# Жатец
Жа́тец (чеш. Žatec [ˈʒatɛts], нем. Saaz) — старейший город на севере Чехии, на реке Огрже.
Город находится на северо-западе Чехии примерно в 75 километрах от Праги, столицы Чешской Республики. Численность населения — 19,8 тыс. жителей (2011). Площадь города — 42,7 км².
Центр района хмелеводства и пивоварения, иногда его называют «столицей хмеля». Жатецкий хмель является неотъемлемым ингредиентом классического пильзнера.

## История
На территории Жатца ещё в первом тысячелетии обитало племя лучан, называвшихся так по имени местности Лука, где впоследствии был построен город. 
Жатец впервые упоминается в хронике немецкого епископа Титмара Мерзебургского в 1004. Письменные источники XI—XIII веков описывают город как значимый религиозный и административный центр. С 1083 по 1108 им владели Вршовцы — знатный чешский род; правителем города в этот период был Божей из рода Вршовцев.
Жатец превратился в феодальный город благодаря королевской хартии 1256, когда чешский король Пржемысл II Отакар даровал ему особые права и привилегии. Источником процветания города в те времена были ремёсла, сельское хозяйство и торговля. Впоследствии Жатец стал известным пивоваренным и хмелеторговым центром.
В Жатце также находилась Латинская школа. Около 1400 её ректором был Ян из Жатца, автор «Богемского пахаря». Под его руководством школа стала одним из самых известных и уважаемых образовательных учреждений в Богемии.
В XV столетии Жатец проявил сочувствие по отношению к гуситскому движению, в связи с чем был предан анафеме. В 1421 армия крестоносцев (2-й крестовый поход) потерпела поражение у стен города.
В XVI веке Жатец был одним из самых густозаселённых городов Богемии. Старинный вид города запечатлён на картине Яна Вилленберга (1602). Из-за Тридцатилетней войны многие жители эмигрировали из города, и его экономическое положение стало ухудшаться. Изменился даже религиозный и национальный состав города. Несмотря на это, Жатец оставался центром Богемии вплоть до 1850.
В XVII веке город продвинулся как известный центр хмеля. По историческим данным в 1767 году в городе находились 4 пивоваренных завода и 20 солодовен. В 1833 году было основано общество хмелеводов для защиты качества хмеля. Через несколько лет возникли также хмелевой рынок и цех маркировки хмеля. В 1934 году на территории города были зарегистрированы 161 хмелеводческая фирма и 53 упаковочных предприятия.
Город часто использовался как место съёмок различных чешских и иностранных кинофильмов, включая «Старики на уборке хмеля» и «Кролик Джоджо».

## Хронология
- IX век — Первые укреплённые поселения на территории будущего города
- 1004 — первое письменное упоминание о Жатце в хронике Титмара Мерзебургского
- 1083 — Вршовцы получают во владение Жатец (а также Литомержице)
- 1099 — Бржетислав II Младший и юный Болеслав III (будущий правитель Польши) провели Рождество в Жатецком замке. Во время праздника 14-летний Болеслав, с согласия всех комитов (вельмож) был произведен в меченосцы своего дяди, с почетным жалованьем в 100 гривен серебра и 10 гривен золота
- 1101 — Божею Вршовцу возвращается Жатец, отнятый на время изгнания из страны
- 1111 — городом владел Собеслав (брат князя Владислава I)
- 1248 — первое упоминание о Жатце как о средневековом городе
- 1261 — пивоварам Жатца даровано право варить пиво
- 1265 — Пржемысл II Отакар даровал городу значимые привилегии
- 1335 — Иоанн Люксембургский даровал Жатцу право выбирать ректора и преподавателей в Латинскую школу
- 1348 — Первое упоминание о хмельнике в Жатце
- 1405 — Ремесленники исключили патрициев из городского совета
- 1415 — Папа предал город анафеме
- 1421 — Жатец успешно отражает нападение второй армии крестоносцев
- 1539 — Специальный знак начинает использоваться для удостоверения подлинности хмеля
- 1567 — Население города достигает численности в 5 тыс. чел. (700 домов)
- 1582 — Сильное наводнение унесло 150 жизней
- 1602 — Старейшее изображение Жатца и его хмельников — Ян Вилленбер
- 1619 — «Зимний Король» Фридрих Пфальцский посещает город
- 1621 — Мэр города Максимилиан Хошталек казнен в Праге
- 1640 — Чума, 1000 жертв
- 1767 — В городе имеются 4 пивоварни и 20 солодовен
- 1788 — Жатец становится резиденцией областного консула; пожар уничтожил 284 дома
- 1801 — Открыта городская пивоварня на Жижковой площади
- 1827 — Новый мост на цепях через Огржу
- 1833 — Ассоциация пивоваров предпринимает меры для защиты качества хмеля
- 1860 — В Жатце открывается хмелеторговый рынок
- 1884 — Открывается Хмелеторговая Биржа
- 1929 — Концерт известной французской танцовщицы Жозефины Бэйкер
- 1930 — Численность населения достигает 18,1 тыс. чел.
- 1934 — В Жатце действуют 161 хмелеводческая и хмелеторговая компания и 53 заведения по упаковке хмеля
- 1997 — Торжественное открытие Музея хмеля
- 2004 — Тысячелетие города (с даты первых письменных упоминаний)

## Население
| 1869    | 1869    | 1880    | 1880    | 1890    | 1900    | 1910    | 1921    | 1930    | 1930    | 1950    | 1950    |
| ------- | ------- | ------- | ------- | ------- | ------- | ------- | ------- | ------- | ------- | ------- | ------- |
| 8869    | ↗10 050 | ↗10 425 | ↗11 660 | ↗14 520 | ↗17 754 | ↗18 666 | ↘17 761 | ↗18 100 | ↗19 757 | ↘13 174 | ↗14 088 |
| 1961    | 1961    | 1970    | 1970    | 1980    | 1980    | 1991    | 1991    | 2001    | 2011    | 2014    | 2016    |
| ↗15 661 | ↘14 779 | ↗16 525 | ↘15 803 | ↗19 145 | ↗21 244 | ↗21 422 | ↘20 320 | ↘19 919 | ↘18 786 | ↗19 224 | ↗19 271 |
| 2017    | 2018    | 2019    | 2020    | 2021    | 2021    | 2022    | 2023    | 2024    | 2025    |         |         |
| ↘19 193 | ↘19 142 | ↘19 133 | ↘19 047 | ↘18 823 | ↘18 467 | ↗18 570 | ↗19 044 | ↗19 046 | ↘18 959 |         |         |

## Достопримечательности
Исторический центр города, который был в 1961 году провозглашен городским заповедником, представляет собой набор исторических зданий и архитектурных стилей от романского стиля до модерна.
Гуситский бастион — единственный бастион городского укрепления, который сохранился c времен средневековья. Сегодня здесь находится Музей «Гомолупулов», якобы древнего народа хмелеводов.
Ренессансная солодовня — постройка, являющаяся символом жатецкого пивоварения. Она служила солодовней с сушилкой солода.
Капуцинский монастырь с церковью Коронации Девы Марии — Монастырь находится почти в самом центре города. Его частями являются также «райский двор» и большой сад.
Институт хмелеводства — «Chmelařský institut s.r.o.» был создан в 1952 г. В институте специалисты занимаются изучением хмеля и его генетики, и проводят исследования по защите растений от вредителей. Это единственный производитель новых сортов хмеля в Чешской Республике. Здесь имеется также хмельник, служащий научным целям, и экспериментальный пивоваренный завод, являющийся в то же время самым маленьким пивзаводом в мире.
Городская ратуша и башня — ратуша была построена в половине 14 века. Главная башня здания служит смотровой площадкой, с которой открывается вид на город. Если посетителю удается с галереи увидеть замок Газмбурк, находящийся в соседней Германии, то по легенде исполнится одно из его тайных желаний.
Колонна Пресвятой Троицы — была сооружена в 1713 году как религиозный символ, который должен был защищать город от эпидемий чумы.
Могила первого любителя пива — 1 апреля 2001 г. в Жатце была якобы обнаружена могила первого любителя пива в мире. Рядом со скелетом лежал глиняный сосуд с емкостью 0,49 л и глиняная дощечка с семью царапинами, которая считается самым старым трактирным счетом за пиво. Могила свидетельствует o существовании древней культуры Гомолупулов. Похороненный получил имя Лойза Лупулин и символ с дощечки стал логотипом гражданского объединения «Храм Хмеля и Пива», стремящегося рекламировать жатецкую хмелеводческую область.
Жатецкий пивоваренный завод — Пивоваренный завод находится прямо в центре города — там, где когда-то располагался Жатецкий замок.
Еврейская синагога — вторая самая большая синагога в Чешской Республике, она была построена в 1846 г. Во время Второй мировой войны здание сожгли нацисты. После войны постройка была восстановлена, однако своей первоначальной цели уже не служит.
Самый маленький хмельник в мире — является мировым раритетом именно потому, что он расположен в самом центре города на главной площади рядом с городской ратушей.
Старая почта — историческое здание, в котором уже со средневековья жили семьи городских дворян. С 1872 г. здесь находилось здание почты. Так как в те времена ещё не было машин и почту возили в повозках, тянутых лошадьми, в здании находилась также станция, где меняли уставших лошадей за свежих.
Площадь Хмелеводов — здесь находится здание цеха маркировки и переработки хмеля, здание старой почты и памятник с изображением известных хмелеводов Теодора Цулегера, Йозефа Фишера и Др. Ганса Дамма. В 1937 г. здесь был найден крупнейший чешский серебряный клад, относящийся к 11 веку.
Гимназия — памятник архитектуры в стиле модерн. Здание было построено по плану архитектора Эрнеста Шефера. В комиссии, выбиравшей архитектурный проект, заседал также Йозеф Зитек, автор Национального театра в Праге. Архивная копия от 10 мая 2012 на Wayback Machine

## Музеи
Музей хмеля города Жатец
представляет экспозицию хмелеводства от раннего средневековья до настоящего времени, включая инструменты, средства механизации и исторические приборы. Здесь объясняется, почему урожай лучшего в мире хмеля собирается именно в Жатецкой области и почему уже в средневековье приходилось защищаться от некачественных подделок. Экспозиция занимает площадь 4 км², и поэтому считается самой большой выставкой своего рода в мире.
«Храм хмеля и пива» — это развлекательный и просветительский комплекс, пропагандирующий историю и традицию хмелеводства в жатецком регионе. Он состоит из следующих частей:
Хмелевой маяк — служит смотровой башней. Наверх доставляет посетителей лифт, во время движения которого показывают 3D-анимацию.
Лабиринт — находится в здании старого склада хмеля рядом с Хмелевым маяком. В конце лабиринта спрятан клад жатецкого региона.
Хмелевые куранты — единственные куранты своего рода в мире, которые интересны своим нетрадиционным исполнением.
Мини-пивоваренный завод «U Orloje» — это ресторан, где пиво варят на глазах у посетителей.

## Города-побратимы
- Poperinge[вд], Бельгия (1964)
- Жалец, Словения
- Красныстав, Польша (1996)
- Тум, Германия